# Guiyang International Financial Center
El Guiyang International Financial Center es un complejo de rascacielos situado en Guiyang (China). El complejo está compuesto por dos edificios de 401 y 275 metros de altura y fue completado en 2020. La torre 1 del complejo es actualmente el edificio más alto de Guiyang, superando en 66 metros a las dos torres de Huaguoyuan.